# Grand Prix de Fourmies 2001
La 70e édition du Grand Prix de Fourmies a eu lieu le 16 septembre 2001. Elle a été remportée par l'Australien Scott Sunderland.

## Classement final
Scott Sunderland remporte la course en parcourant les 210 kilomètres en 5 h 11 min 11 s à la vitesse moyenne de 40,49 km/h.
| \| Classement général \| Classement général \| Classement général \| Classement général \| Classement général \| \| Coureur \| Coureur \| Pays \| Équipe \| Temps \| \| ------------------ \| ------------------ \| ------------------ \| ------------------------------- \| ------------------ \| \| 1er \| Scott Sunderland \| Australie \| Fakta \| 5 h 11 min 11 s \| \| 2e \| Fred Rodriguez \| États-Unis \| Domo-Farm Frites-Latexco \| + 0 s \| \| 3e \| Jens Voigt \| Allemagne \| Crédit Agricole \| + 0 s \| \| 4e \| Niklas Axelsson \| Suède \| Alessio \| + 0 s \| \| 5e \| Glenn D'Hollander \| Belgique \| Lotto-Adecco \| + 2 s \| \| 6e \| Jeremy Hunt \| Royaume-Uni \| BigMat-Auber 93 \| + 12 s \| \| 7e \| Jacky Durand \| France \| La Française des jeux \| + 12 s \| \| 8e \| Gorik Gardeyn \| Belgique \| Lotto-Adecco \| + 12 s \| \| 9e \| Romāns Vainšteins \| Lettonie \| Domo-Farm Frites-Latexco \| + 12 s \| \| 10e \| Jo Planckaert \| Belgique \| Cofidis-Le Crédit par Téléphone \| + 12 s \| |                   |             |                                 |                 |
| |                   |             |                                 |                 |
| Sources : ProCyclingStats Cycling Archives |                   |             |                                 |                 |
| Classement général |                   |             |                                 |                 |
| Coureur | Coureur           | Pays        | Équipe                          | Temps           |
| 1er | Scott Sunderland  | Australie   | Fakta                           | 5 h 11 min 11 s |
| 2e | Fred Rodriguez    | États-Unis  | Domo-Farm Frites-Latexco        | + 0 s           |
| 3e | Jens Voigt        | Allemagne   | Crédit Agricole                 | + 0 s           |
| 4e | Niklas Axelsson   | Suède       | Alessio                         | + 0 s           |
| 5e | Glenn D'Hollander | Belgique    | Lotto-Adecco                    | + 2 s           |
| 6e | Jeremy Hunt       | Royaume-Uni | BigMat-Auber 93                 | + 12 s          |
| 7e | Jacky Durand      | France      | La Française des jeux           | + 12 s          |
| 8e | Gorik Gardeyn     | Belgique    | Lotto-Adecco                    | + 12 s          |
| 9e | Romāns Vainšteins | Lettonie    | Domo-Farm Frites-Latexco        | + 12 s          |
| 10e | Jo Planckaert     | Belgique    | Cofidis-Le Crédit par Téléphone | + 12 s          |